# Jana Tucholke
Jana Tucholke (* 20. Mai 1981 in Leipzig) ist eine deutsche Leichtathletin, die mit dem Sieg bei den Deutschen Meisterschaften 2002 und dem zweiten Platz bei den U23-Europameisterschaften 2003 im Diskuswurf ihre bisher größten Erfolge feierte.

## Allgemeines
Jana Tucholke ist 1,85 m groß und wiegt 90 kg. Ihr Trainer ist Klaus Schneider und sie startet für das LAZ Leipzig. Großes Aufsehen erregte Tucholke, als sie bei den Juniorenweltmeisterschaften 2000 in Santiago de Chile ihre Bestleistung um fast drei Meter verbesserte und damit die Bronzemedaille gewann. Ihr Bestleistung stellte sie mit 62,31 m am 12. Mai 2007 in Leipzig auf. Tucholke studiert im Moment an der Universität Leipzig Sportwissenschaft.

## Erfolge
- 1998: 2. Platz Deutsche Jugendmeisterschaften (B-Jugend)
- 1999: 4. Platz Deutsche Jugendmeisterschaften
- 2000: 3. Platz Juniorenweltmeisterschaften
- 2001: 4. Platz Deutsche Meisterschaften
- 2002: Deutsche Meisterin, 5. Platz Weltcup, 11. Platz Europameisterschaften
- 2003: 3. Platz Deutsche Meisterschaften, 2. Platz U23-Europameisterschaften
- 2004: 2. Platz Deutsche Meisterschaften
- 2005: 2. Platz Deutsche Meisterschaften

## Leistungsentwicklung
| Jahr | Diskuswurf (in m) |
| ---- | ----------------- |
| 1998 | 44,28             |
| 1999 | 49,97             |
| 2000 | 53,97             |
| 2001 | 57,19             |
| 2002 | 58,99             |
| 2003 | 58,26             |
| 2004 | 60,28             |
| 2005 | 60,31             |
| 2006 | 57,33             |
| 2007 | 62,31             |